# ۱۳۴۷ (قمری)
۱۳۴۷ (قمری)، هزار و سیصد و چهل و هفتمین سال در گاهشماری هجری قمری است. اول محرم این سال برابر با بیستم ژوئن سال ۱۹۲۸ میلادی است.

## وابسته
- سید محمد حسینی شیرازی